# 0.5 mm
0.5 mm (0.5ミリ) là một bộ phim truyền hình Nhật Bản năm 2014 của đạo diễn Momoko Andō. Bộ phim được phát hành tại Nhật Bản vào ngày 8 tháng 11 năm 2014.

## Diễn viên
- Sakura Ando trong vai Sawa Yamagishi
- Akira Emoto
- Toshio Sakata [ja] trong vai Shigeru Isuguro
- Mitsuko Kusabue
- Masahiko Tsugawa trong vai Yoshio Makabe
- Miyoko Asada trong vai Hisako Makabe
- Junkichi Orimoto [ja] trong vai Kataoka
- Midori Kiuchi trong vai Yukiko
- Nozomi Tsuchiya
- Tatsuo Inoue [ja] trong vai Yasuo
- Masahiro Higashide
- Kazue Tsunogae [ja] trong vai Hamada

## Tiếp nhận

### Phê bình
Maggie Lee của Variety đã đánh giá bộ phim là "một tác phẩm hoàn hảo và lập dị đáng yêu".

### Giải thưởng
Tại 36 Liên hoan phim Yokohama, bộ phim đã được chọn là một trong 3 bộ phim Nhật Bản hay nhất trong năm and Momoko Andō won the award for Best Director.
Tại Hochi Film Award lần thứ 39, bộ phim đã đoạt giải thưởng Phim hay nhất và Masahiko Tsugawa đã đoạt giải Nam diễn viên phụ xuất sắc nhất.
Tại Mainichi Film Award lần thứ 69, Momoko Andō đã đoạt giải Kịch bản xuất sắc nhất và Sakura Ando đã đoạt giải Nữ diễn viên chính xuất sắc nhất.